# Козлова Марина Валеріївна
Марина Валеріївна Козлова (2 листопада 1964 , Львів ) — українська письменниця, поетеса, методолог.

## Біографія
Народилася у 1964 році у Львові. Закінчила Літературний інститут імені Горького (відділення поезії) та ігротехнічну школу Міжрегіональної методологічної асоціації в Москві.
У 1984—1990 роках працювала вожатою дитячого центру «Артек» . На початку 1990-х років із групою колег відкрила в Ялті Кримський гуманітарний коледж, протягом кількох років була його директором. Брала участь у низці проєктів, пов'язаних з діяльністю дитячого табору.
Авторка трьох книг прози: повісті «Арборетум» (1994), романів «Бідний світ» (2010), «Поки ми можемо говорити» (2013). З 1985 року в періодиці було опубліковано багато віршів. У 2012 році видано поетичну збірку «Початок мови» (2012). У 2000—2005 роках Марина Козлова працювала на посаді головного редактора проєкту «Вуличне телебачення». Працювала також у Київському інституті проблем управління імені Горшеніна. Займається управлінським консультуванням, розробленням та проведенням бізнес-тренінгів, консультуванням освітніх структур, підвищенням кваліфікації працівників системи освіти та позашкільної педагогіки, інноваційними медіа-проєктами. Член експертної ради Держкіно України.

## Прозові твори
- 1994 — «Арборетум», повість. Київ, Видавничий будинок Дмитра Бураго, 2005.
- 2010 — «Бідний маленький світ», роман. Москва, АСТ, 2010.
- 2013 — «Поки ми можемо говорити», роман. Москва, АСТ, 2013.